# Suszyca (Ukraina)
Suszyca Rykowa (ukr. Сушиця, Suszycia) – wieś na Ukrainie, w obwodzie lwowskim, w rejonie samborskim (wcześniej w rejonie starosamborskim). W 2001 roku liczyła 415 mieszkańców. Leży nad rzeką Suszyczanką. 
We wsi znajduje się cerkiew greckokatolicka.